# 支嚳儀
支嚳儀（英語: Venus Chi Kuk Yi、1986年9月4日 - ） は、香港の女性番組司会者で実業家である。謝穎、支穎としても知られ、2010年TVB世界中国人新人歌唱コンテストに出場し、その歌を披露した。2022年から2023年にかけてタレント番組「The Voice of Middle Age」に出演し、2023年にはTVBと契約を結ぶ予定。

## 生い立ち
支嚳儀の先祖代々の家は上海にあり、妹がおり、母親は医療品と羊毛の輸出業を営む。彼女は自分の姓で母子家庭で育ち、米国に来た。彼女はサンフランシスコ大学で経営学を学び、理学士号（マーケティング）を取得した。サンフランシスコの台湾人牧師のホストファミリーのもとで暮らしていた2010年、謝穎の名で「TVBグローバル中国人新人歌唱コンテスト」に出場し、「インターネットで最も人気のある賞」を受賞したが、若くて人生経験が足りないと母親に責められ、傷つきやすく芸能界に入るのを反対される。卒業して香港に戻った後は、銀行員や教師として働き、ダイヤモンド鑑定の資格を取得し、また、個人のジュエリーブランドを立ち上げることを計画し、上場企業に一定期間勤めた後、業界が合わず断念した。 すぐに、マーケティング、マーケティング、広報などのスキルを習得し、大手宝飾品や時計ブランドのイベント主催者に推薦された。 2年後、友人の紹介で深圳のテレビ局のライフスタイル番組やNOW TV傘下のユナイテッド・アジアTVのグルメ番組「香港ファン」の司会を務め、自らをプロデューサーに推薦した。
2018年4月まで、支嚳儀は金鐘にセルフサービスのベーカリーショップの「Bakebe」チェーンを設立し、マレーシアとマニラで事業を拡大した。2022年10月、王昊爾の勧めで、彼女は35歳以上の人向けに特別に企画されたTVBの歌唱タレントショー「中年の声」に参加登録し、最終候補者に選ばれた後、支嚳儀の名前を使用した。演技経験を重視しなくなり、最終的には大会前に声を失い、パフォーマンスに影響を及ぼし、トップ7止まりとなったが、その後TVBと契約を結んだ。また、パン屋の経営に加えて、ドリアン、口紅、キャンドルの事業も展開している。

## 人間関係
支嚳儀の夫、ジミー・ラムは写真家で、2人は2017年にフランスのシャトー・ド・シャランで結婚し、息子が1人おり、キングスパークに住んでいる。そして、支嚳儀は女性歌手の王灝兒と何鴻燊の娘何超蓮と非常に親密な個人的関係を持っている。

## 出演

### テレビ番組（無線）
- 2010年：「TVBグローバル中国人新人歌唱コンテスト2010」出場者  2013年：「香港ファン」 - 司会者  2022: 「中年の声」 - 出場者  2023年：「Thousands of Stars Awards Ceremony 2022」 - パフォーマンス  「中世の紅白戦の声」公演  「中年の声 夢を追う旅」 - 司会  「お父さん大好き感謝祭」パフォーマンス  「クック・イースト・クック・ウェスト」 - パフォーマンス

### コンサート
- 2023年：「中年の声 夢をかなえるコンサート」